# Chakalaka

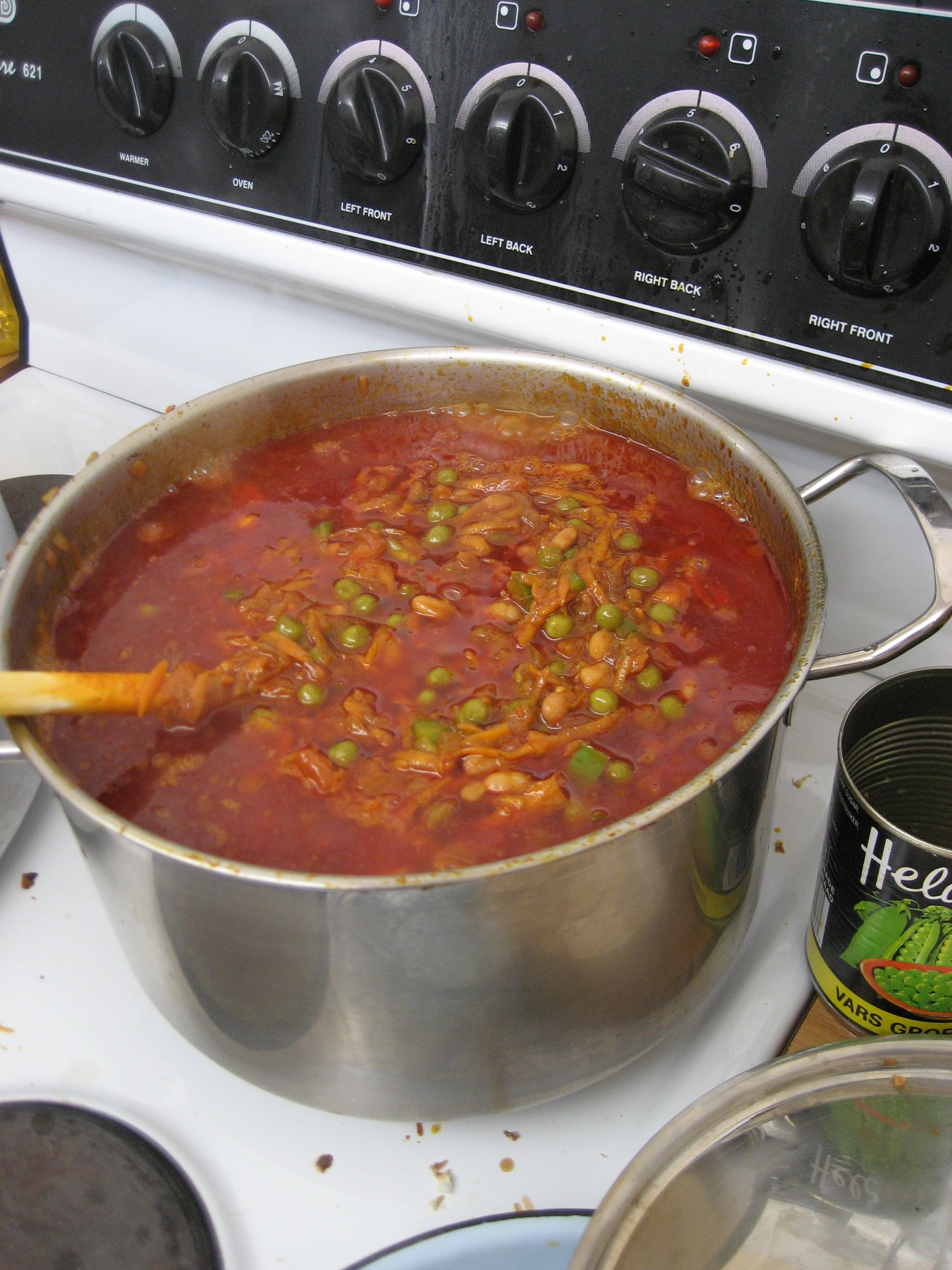
Du chakalaka en préparation.

Le chakalaka désigne une sorte de relish d'Afrique du Sud réalisée à base de légumes et généralement très épicé. Il peut être servi avec du pain, du pap, du samp ou encore avec des ragoûts ou des currys.